# Locomotora de refuerzo

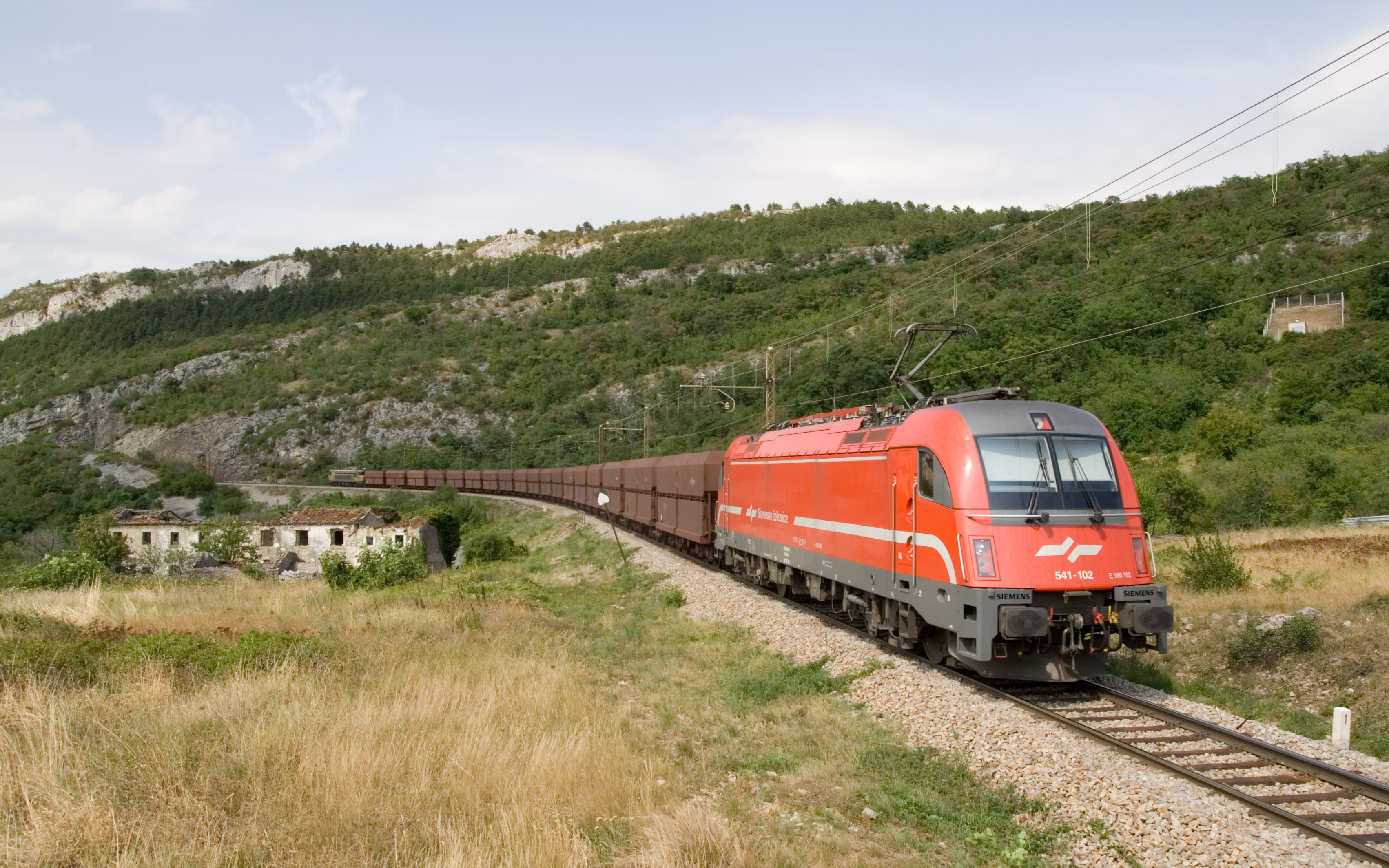
Locomotora SZ Taurus empujando por detrás un tren de carga en la rampa situada entre Koper y Hrpelje-Kozina en Eslovenia. Una máquina SZ Clase 363 está al frente del tren (julio de 2007)

Una locomotora de refuerzo es una máquina que asiste temporalmente a un tren que requiere potencia o esfuerzo tractor adicionales para remontar una rampa. Se utilizan en parajes montañosos, donde alguna pendiente excepcional puede exigir el uso de una fuerza motriz sustancialmente mayor que la requerida para el resto de la línea.

## Práctica histórica

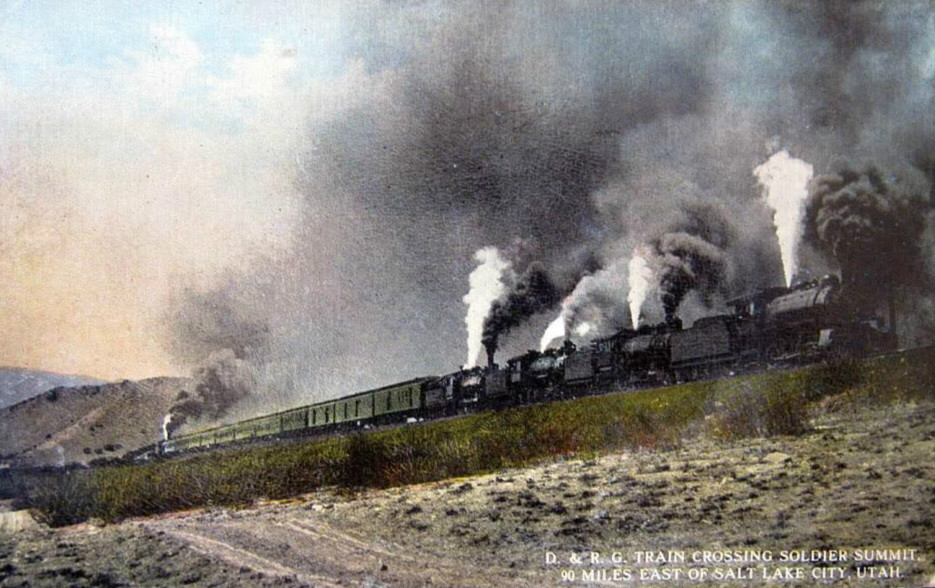
Foto de 1915 de un tren de cabecera cuádruple (4 locomotoras delanteras) con una locomotora de refuerzo trasera, subiendo la pendiente del Ferrocarril del Oeste de Denver y Río Grande localizada en Soldier Summit

Las locomotoras de refuerzo se utilizaron más ampliamente durante la época del vapor, especialmente en el Oeste de Estados Unidos, donde no son infrecuentes las rampas excepcionales y los trenes son muy largos. El desarrollo de los sistemas de frenado avanzados y de la tracción diésel-eléctrica y eléctrica ha eliminado la necesidad de emplear máquinas de refuerzo en casi todas partes. Con la aparición de los frenos dinámicos en las locomotoras eléctricas o diésel-eléctricas, también se pueden utilizar para proporcionar más fuerza de frenado en pendientes largas cuesta abajo.
Históricamente, las locomotoras de refuerzo se colocaban en la parte trasera del tren, en cuyo caso también evitaban la posibilidad de que vagones o coches se separasen del tren y se desplazaran cuesta abajo. Además, esta posición hacía posible separar fácilmente la locomotora de refuerzo una vez que el tren había llegado a la cima de la rampa. Una vez separada, regresaría a una vía de apartado con el fin de dejar libre la vía general y quedar preparada para el próximo tren. Una práctica común para facilitar la maniobra de conexión era quitar el acoplamiento frontal de la máquina de refuerzo. La locomotora se colocaba detrás del último vagón del tren mientras este se movía lentamente. El freno neumático no quedaba acoplado. Cuando el tren ya no requería asistencia, la máquina de refuerzo reducía su velocidad, para luego dar marcha atrás y regresar cuesta abajo hasta su apartadero en la parte inferior. Esta práctica fue prohibida en América del Norte después del final de la era del vapor.
A veces se disponían furgones de cola especiales de construcción más sólida, dado que los vagones de cola ordinarios se construían de la forma más ligera posible y podían quedar aplastados por la fuerza de la máquina de refuerzo, que podía llegar a las 90 toneladas. Los furgones de cola reforzados permitían a las tripulaciones evitar el lento procedimiento de dividir el tren justo por delante del furgón de cola.
Las locomotoras de refuerzo se diseñaron comúnmente para proporcionar una potencia extrema para recorridos muy cortos; como resultado, no podían empujar a plena potencia durante mucho tiempo antes de que decayera la presión del vapor. Si podía empujar lo suficiente para llevar el tren a la parte superior de la pendiente, entonces podía acumular presión mientras volvía a bajar y esperaba a que llegase el próximo tren. Esta práctica era común en Europa.
Dado que no era posible controlar de forma remota una locomotora de vapor, cada máquina de refuerzo tenía que tener una tripulación completa a bordo. Se requirió una cuidadosa coordinación entre las cuadrillas de locomotoras para asegurar que operaran en conjunto de manera consistente. Se empleaban señales de silbato estándar para indicar a la tripulación auxiliar cuándo aplicar potencia, deriva o freno. Un malentendido de las señales por parte de la tripulación de una locomotora de empuje podría provocar un gran accidente si la locomotora principal aplicaba los frenos mientras la máquina de refuerzo aún estaba aplicando potencia. El resultado habitual era que el tren experimentaba un violento agrupamiento de la holgura de los vagones del tren, lo que podía traducirse en el descarrilamiento de parte o de la totalidad del tren.
La ciudad de Helper recibió su nombre de estas locomotoras, ya que era donde se guardaban las locomotoras auxiliares para ayudar en el ascenso de la rampa hasta Soldier Summit.

## Operación moderna

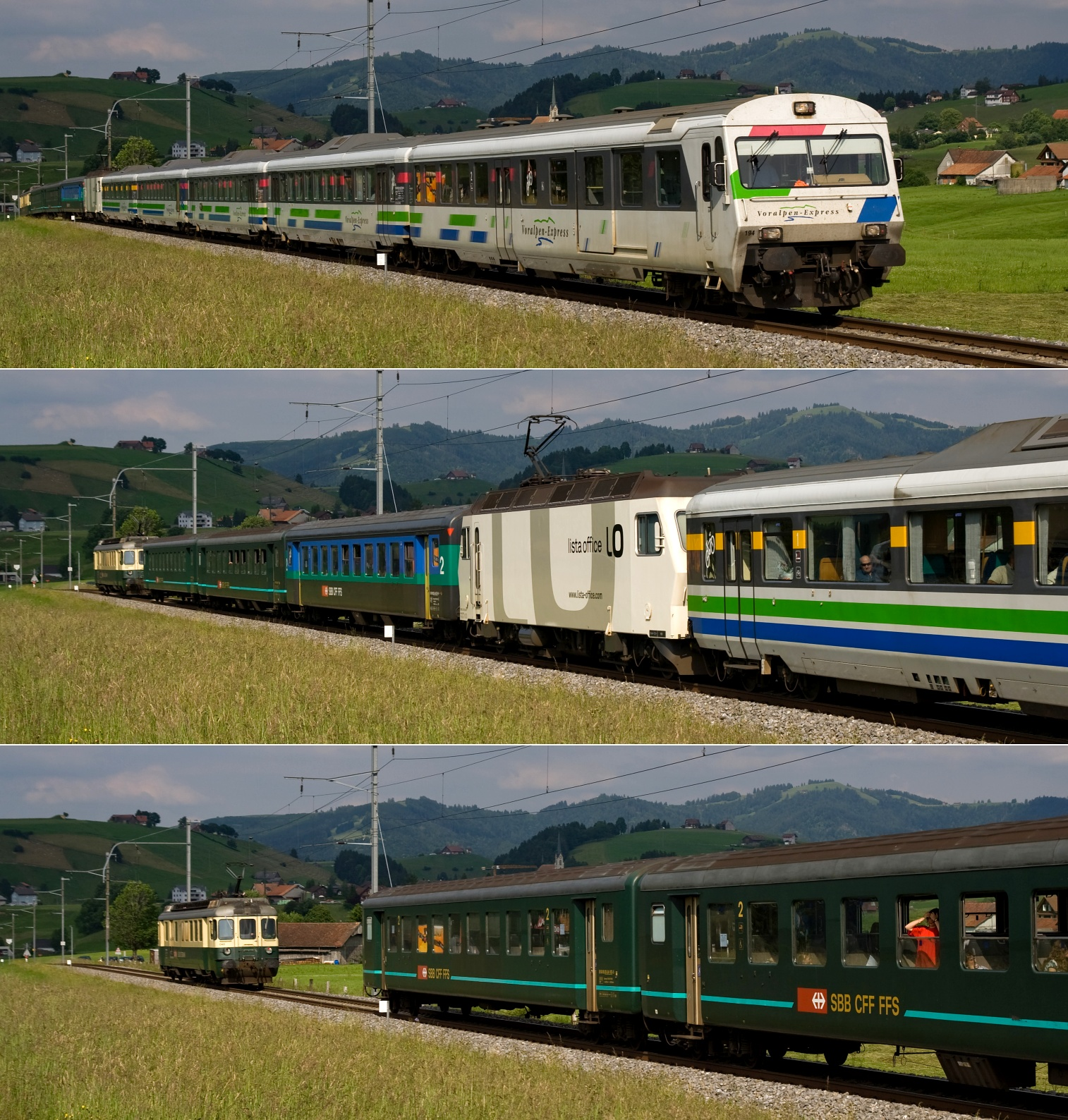
Desacoplado de una máquina de refuerzo: unidad múltiple BDe 4/4 separándose del Voralpenexpress tras remontar una rampa de 50 milésimas

Hoy en día, las locomotoras de refuerzo suelen estar controladas por señales de radio codificadas emitidas por la locomotora situada en la cabecera del tren, lo que permite que un único maquinista controle simultáneamente todas las locomotoras. Si no es posible el funcionamiento mediante radiocontrol, se puede utilizar el control eléctrico, mediante cables que recorren la longitud del tren (especialmente en el caso de trenes de pasajeros). Alternativamente, la comunicación por radio con el conductor de la locomotora principal facilita la operación manual, que sigue siendo la norma para las locomotoras de refuerzo colocadas al final de los trenes de mercancías en Europa.

### Refuerzo frontal
En el Reino Unido, una locomotora que se conectaba temporalmente a la parte delantera de un tren para ayudar en el ascenso de una pendiente se denominaba "locomotora piloto". Esto lo diferenció de la(s) "máquina(s) de tren" que impulsaron el tren hasta su destino. Un tren con una o más locomotoras unidas al frente puede describirse como de doble, triple o cuádruple tracción, según la cantidad máquinas empleadas, incluso cuando el mismo número de locomotoras se utilizaba durante todo el recorrido.

### Refuerzo intermedio
En los países donde se utilizan acopladores de tope y cadena, a menudo no se pueden agregar máquinas de refuerzo en la parte delantera del tren debido a la resistencia limitada de los acopladores. En el caso de enganches estándar de la UIC y una rampa máxima de 28‰ (que es común, por ejemplo, para líneas a través de los Alpes), el límite es un peso de tren de 1400 toneladas. Si un tren es más pesado, las locomotoras de refuerzo tienen que ser añadidas en el centro o al final del tren para no exceder la carga máxima de cualquier enganche.
Agregar locomotoras en el medio del tren tiene la clara ventaja de aplicar la potencia auxiliar solo a una parte del tren, lo que limita la tracción en la barra de enganche máxima aplicada al primer vagón del tren a un nivel seguro. En las líneas de vía estrecha del Ferrocarril del Oeste de Denver y Río Grande, en particular, se usaban que locomotoras auxiliares que se colocaban en la mitad del tren en un punto donde empujaban y tiraban de una cantidad de tonelaje aproximadamente igual, dicha ubicación se conoce como el "punto de giro" del tren. Esto también se hizo para equilibrar la "holgura" en el tren entre las locomotoras, la máquina de refuerzo central y la máquina de refuerzo situada tras el furgón de cola. Sin embargo, esta disposición requiere dividir el tren para agregar o quitar la máquina o máquinas de refuerzo intermedias, lo que puede requerir mucho tiempo. Sin embargo, en algunos ferrocarriles estadounidenses ya era necesario hasta cierto punto, porque las reglas de operación requerían que se agregara la locomotora de refuerzo al final del tren, pero por delante del furgón de cola, que no solía estar diseñado para soportar el empuje de la máquina de refuerzo, y para garantizar la seguridad de la tripulación del tren que viajaba dentro del furgón de cola.

### Refuerzo posterior

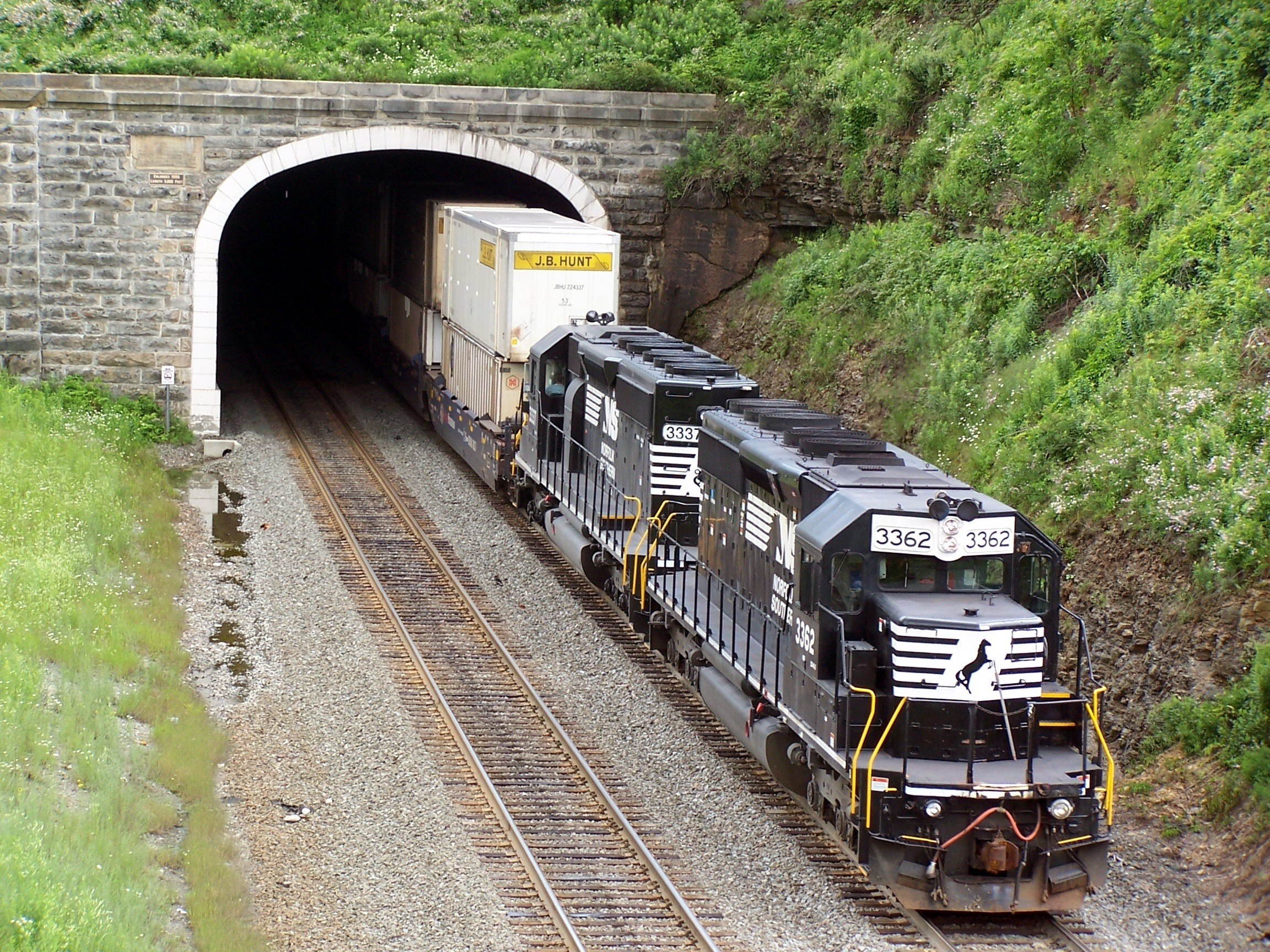
Locomotoras de refuerzo en la parte trasera de un tren intermodal del Ferrocarril del Sur de Norfolk entrando al túnel de Gallitzin en Pensilvania

Para poder agregar y quitar locomotoras de refuerzo rápidamente, lo cual es especialmente importante en Europa debido a la alta densidad del tráfico, generalmente se agregan al final del tren. Normalmente van acopladas y las mangueras de aire conectadas, lo cual es necesario para que el freno neumático funcione correctamente por ejemplo, en situaciones de emergencia, pero en casos especiales los trenes se agrupan con locomotoras desacopladas, las cuales se pueden agregar o quitar "al vuelo." En el Reino Unido, era una práctica habitual que las locomotoras de refuerzo siguieran y se adosaran sin acoplamiento a un tren de carga que se hacía circular a baja velocidad (como se demuestra en las películas de archivo de la rampa de Lickey) antes de aplicar más potencia, evitando así la necesidad de comenzar desde parado. Después de un accidente sucedido en 1969, esta práctica se suspendió. Este procedimiento tampoco se realiza en América del Norte, ya que viola los reglamentos de seguridad y salud laboral de Canadá y Estados Unidos.

## Accidentes
- Chapel-en-le-Frith